# California Institute of Technology

Logo van het California Institute of Technology

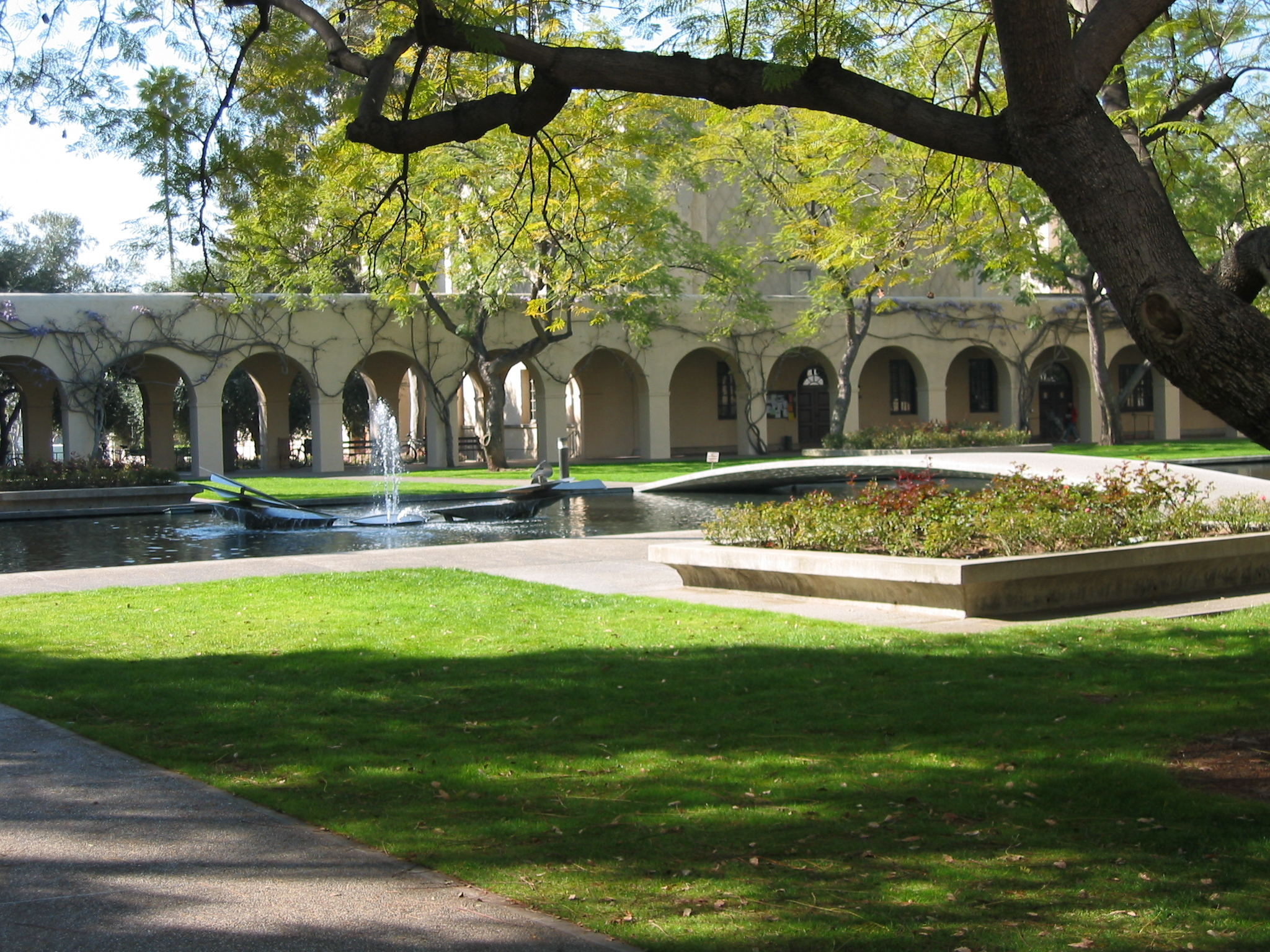
Een fontein op de campus van Caltech

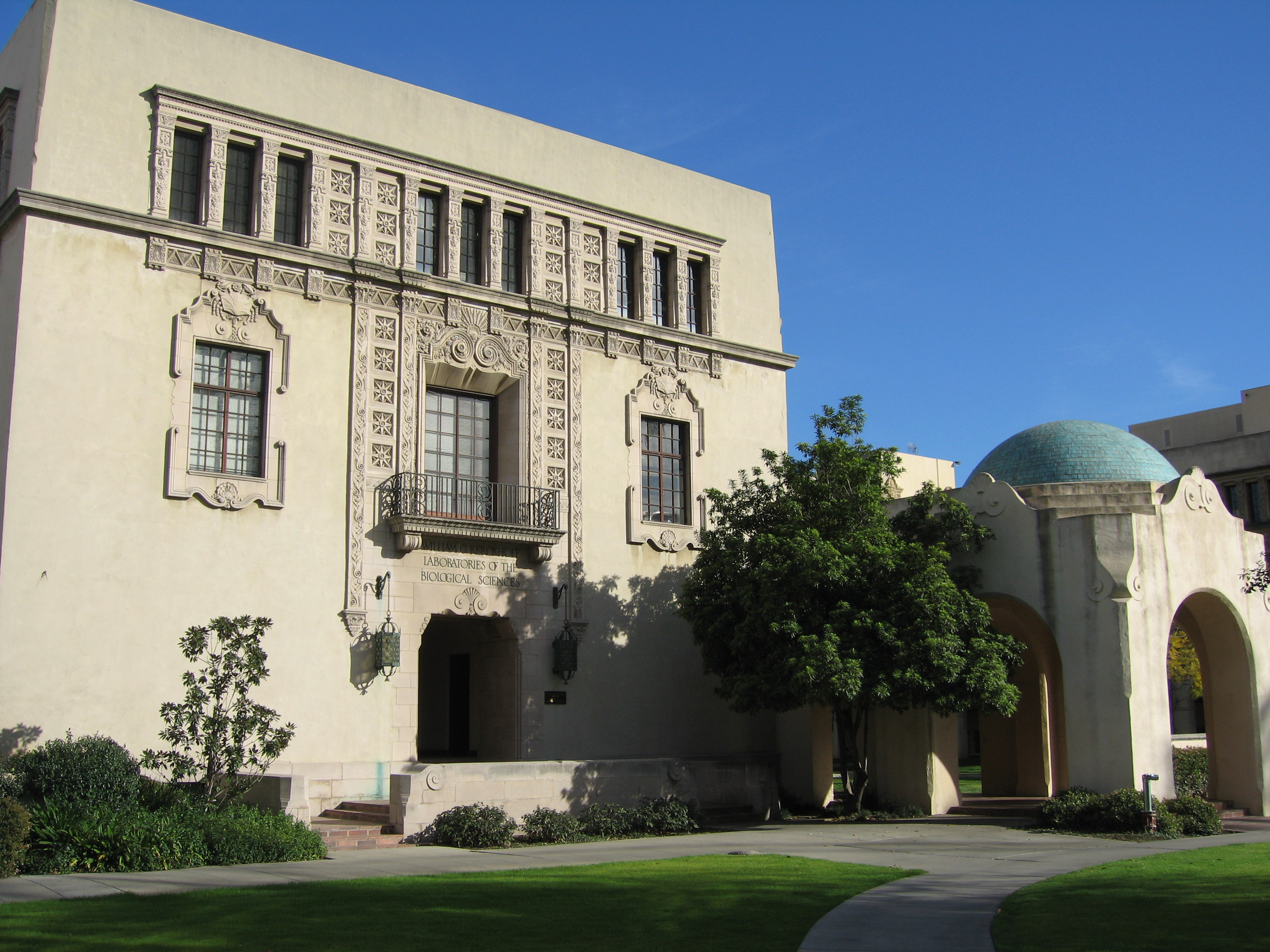
Het laboratorium van Biologische Wetenschappen

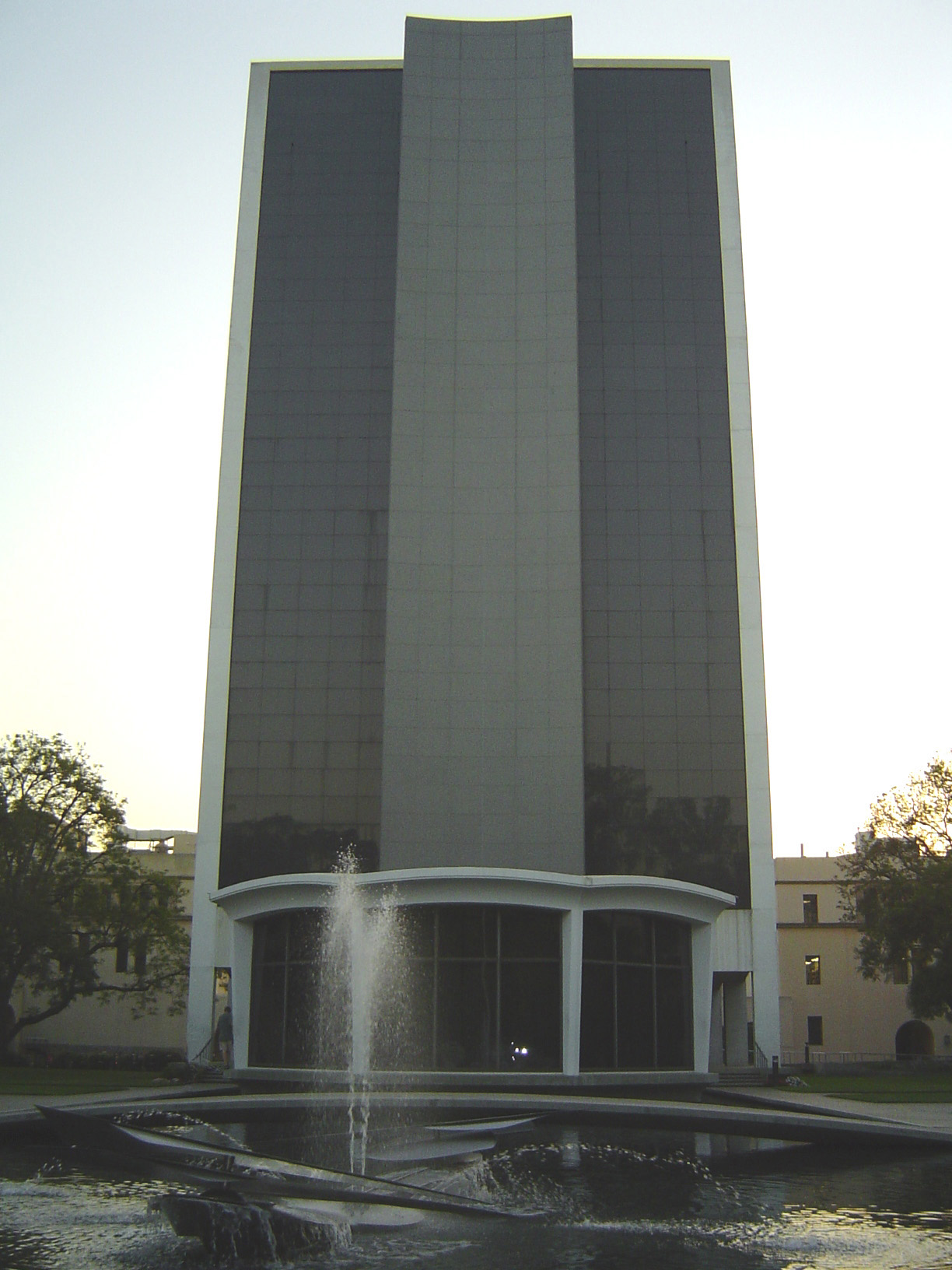
Millikanbibliotheek van Caltech

Het California Institute of Technology, beter bekend als Caltech, is een van de meest prestigieuze technische universiteiten ter wereld. Het instituut is gevestigd in Pasadena, een voorstad van Los Angeles in de Amerikaanse staat Californië en heeft zo'n 2000 studenten. In 2015/2016 staat Caltech  1e op de Times Higher Education World University Rankings.

## Geschiedenis
Het huidige Caltech ontstond oorspronkelijk als een school voor beroepsonderwijs, gesticht in 1891 te Pasadena door plaatselijk zakenman en politicus Amos G. Throop. De instelling stond achtereenvolgens bekend als "Throop University", "Throop Polytechnic Institute", en "Throop College of Technology", en kreeg haar huidige naam in 1920.
De drijvende kracht achter de omvorming van een beroepsopleiding tot een wereldbekend wetenschappelijk centrum was de visie van sterrenkundige George Ellery Hale. Hale kwam naar Pasadena in 1907 als de eerste directeur van het Mount Wilson-observatorium, en trad toen ook toe tot de "board of trustees". Hoewel wetenschappelijk onderzoek in de VS nog in zijn kinderschoenen stond, zag Hale een kans om in Pasadena een serieuze onderzoeks- en onderwijsinstelling voor technische vakken en natuurwetenschappen op te richten. Hale slaagde erin om privégiften van land en geld te bemachtigen die hem ertoe in staat stelden de universiteit te voorzien van goed uitgeruste, moderne laboratoria. Daarna overtuigde hij twee vooraanstaande Amerikaanse wetenschappers van die tijd - fysisch scheikundige Arthur Amos Noyes en experimenteel fysicus Robert Andrews Millikan - om het hoogleraarschap aan Caltech te bekleden.
Onder leiding van Hale, Noyes en Millikan en profiterend van de groeiende Zuid-Californische economie, groeide Caltech flink in bekendheid tijdens de jaren 20. In 1923 ontving Millikan de Nobelprijs voor de Natuurkunde. In 1925 werd de afdeling geologie opgericht, en werd William Bennet Munro, daarvoor voorzitter van de afdeling Geschiedenis, Bestuur en Economie van Harvard, aangenomen om een afdeling voor letteren en sociale wetenschappen op te zetten. Een afdeling biologie werd gesticht in 1928 onder leiding van Thomas Hunt Morgan, de bekendste bioloog in de Verenigde Staten en ontdekker van het chromosoom. In 1926 werd een instituut voor luchtvaarttechniek geopend, waar uiteindelijk Theodore von Kármán zou komen te werken, die vervolgens bijdroeg aan de oprichting van het Jet Propulsion Laboratory (straalvoortstuwingslaboratorium) en die Caltech op de kaart zette in het gebied van raketontwikkeling. In 1928 begon de bouw van het Palomar-observatorium.
Millikan was de voorzitter van het dagelijks bestuur van 1921 tot 1945, maar nam nooit officieel de titel van "president" aan. Zijn invloed was zo sterk dat in de begindagen het instituut ook wel bekendstond onder de naam "Millikan's School." In de jaren 50, 60, en 70 werkten aan Caltech twee zeer vooraanstaande theoretische deeltjesfysici: Murray Gell-Mann en Richard Feynman. Beiden ontvingen Nobelprijzen voor hun werk, dat centraal stond bij de formulering van het zogeheten standaardmodel van de deeltjesfysica. Feynman stond ook bekend buiten de natuurkundegemeenschap als een uitzonderlijk docent en kleurrijke persoonlijkheid.
Caltech is tot op vandaag een vrij kleine universiteit. Er zijn 900 "undergraduate" studenten die het bachelorsprogramma (BS) volgen, en 1200 "graduate" studenten die studeren voor de diploma's van master (MS), doctor (PhD) en ingenieur (MEng). Er zijn 915 wetenschappelijke medewerkers, waaronder hoogleraren, andere docenten (vast dan wel tijdelijk aangesteld) en postdocs.
De komediefilm Real Genius is ruwweg gebaseerd op gebeurtenissen op Caltech.
De universiteit is in België en Nederland vooral bekend van de Amerikaanse televisieserie The Big Bang Theory.

## Bekende personen
Bekende personen die ooit aan Caltech studeerden of werkten zijn onder meer:
- Theodore von Kármán, PhD 1908 - Raketpionier en oprichter van het Jet Propulsion Laboratory
- Frank Capra, BS 1918 - Regisseur van onder meer It's a Wonderful Life
- Carl D. Anderson, 1927, PhD 1930 - Nobelprijs (1936, Natuurkunde)
- Edwin M. McMillan, 1928, MS 1929 - Nobelprijs (1951, Scheikunde)
- Linus Pauling, PhD 1925 - Nobelprijs (1954 Scheikunde, 1962 Vrede)
- William Shockley, BS 1932 (PhD 1936 MIT) - Nobelprijs (1956, Natuurkunde)
- William A. Fowler, PhD 1936 - Nobelprijs (1983, Natuurkunde)
- Charles Hard Townes, PhD 1939 - Nobelprijs (1964, Natuurkunde)
- Leo James Rainwater, BS 1939 - Nobelprijs (1975, Natuurkunde)
- Edward B. Lewis, PhD 1942 - Nobelprijs (1995, Geneeskunde)
- William Lipscomb, PhD 1946 - Nobelprijs (1976, Scheikunde)
- John McCarthy, BS 1948 (PhD 1951, Universiteit van Princeton) - Informaticus, geestelijk vader van de programmeertaal Lisp; Turing Award 1971
- Vernon L. Smith, BS 1949 - Nobelprijs (2002, Economie)
- Fernando J. Corbató, BS 1950 - Turing Award 1990
- Donald A. Glaser, PhD 1950 - Nobelprijs (1960, Natuurkunde)
- George Ogden Abell, BS 1951, MS 1952 en PhD 1957 - bekend van onder andere de Abell-catalogus
- Hinke Osinga, PD, sinds 2001 hoogleraar wiskunde in Auckland
- Gordon E. Moore PhD, 1954 - medeoprichter van Intel
- Juris Hartmanis PhD, 1955 - Winnaar Turing Award
- Harrison Schmitt, BS 1957 - astronaut
- Eugene Shoemaker PhD 1960 - geoloog
- Howard M. Temin, PhD 1960 - Nobelprijs (1975, Geneeskunde)
- Leland H. Hartwell, BS 1961 - Nobelprijs (2001, Geneeskunde)
- Kenneth G. Wilson, PhD 1961 - Nobelprijs (1982, Natuurkunde)
- Robert W. Wilson, PhD 1962 - Nobelprijs (1978, Natuurkunde)
- Donald Knuth, PhD 1963 - Informaticus, maker van TeX en schrijver van The Art of Computer Programming
- Robert C. Merton, MS 1967 - Nobelprijs (1997, Economie)
- Douglas Dean Osheroff, BS 1967 - Nobelprijs (1996, Natuurkunde)
- Robert Tarjan, BS 1969 - Computerwetenschapper; Turing Award 1986
- Jean Bourgain, PhD 1977 - Wiskundige
- Stephen Wolfram, PhD 1979 - maker van Mathematica
- Sabeer Bhatia, BS 1991 - medeoprichter van Hotmail.
- Olga Taussky-Todd, wiskundige